# Кентшин
Кѐнтшин (на полски: Kętrzyn, Rastembork – старо название; на немски: Rastenburg; пруски: Rastanpils) е град в Североизточна Полша, Варминско-Мазурско войводство. Административен център е на Кентшински окръг, както и на селската Кентшинска община, без да е част от нея. Самият град е обособен в самостоятелна градска община с площ 10,35 км2.

## География
Градът се намира в историческата област Бартия. Разположен е на 95 км североизточно от Олщин, на 30 км северозападно от Гижицко и на 23 км южно от границата с Русия (Калининградска област).

## История
Селището получава градски права през 1357 година от тевтонския рицар Хенинг Шиндекопф, комтур на Балга и фохт на Натангия. Настоящото си име Кентшин получава през 1946 година, когато е прекръстен в чест на Войчех Кентшински. В периода 1975 – 1998 година градът е част от Олщинското войводство.

## Население
Населението на града възлиза на 27 478 души (2017 г.). Гъстотата е 2655 души/км2.

## Спорт
Градът е дом на футболния клуб Граница (Кентшин).

## Личности
Родени в града:
- Арно Холц – немски поет и драматург
- Кристина Кацперчик – полска лекоатлетка
- Кшищоф Шатравски – полски писател
- Ярослав Лабенец – полски музикант и композитор
- Карл Богислаус Райхерт – немски анатомист
- Елизабет Бом – немска писателка
- Валдемар Гжимек – немски скулптор
- Зигфрид Тифензе – немски музикант и диригент

## Градове партньори
- Везел, Германия
- Zlaté Hory, Чехия
- Володимир Волински, Украйна
- Светлий, Русия

## Фотогалерия
- Староството
- Замъкът в Кентшин
- Гръко-католическата църква „Св. Василий Велики“
- Църква „Св. Катерина“
- Църква „Св. Йежи“
- Железопътната гара